# Mioclaenidae
De Mioclaenidae is een familie van uitgestorven hoefdieren, behorend tot de Condylarthra. De dieren uit deze groep leefden tijdens het Paleoceen en Eoceen.
Mioclaeniden waren planteneters met het formaat van een hedendaagse haas. De bekendste geslachten zijn Mioclaenus uit Noord-Amerika en Pleuraspidotherium uit Europa. Ook Zuid-Amerika werd bewoond door deze hoefachtige dieren. Uit het Vroeg-Paleoceen van Bolivia zijn Molinodus en Tiuclaenus bekend. Uit de Mioclaenidae hebben zich vermoedelijk, via de Didolodontidae, de Zuid-Amerikaanse litopternen ontwikkeld.